# Lutter (Eichsfeld)
Lutter é um município da Alemanha localizado no distrito de Eichsfeld, estado da Turíngia.  Pertence ao Verwaltungsgemeinschaft de Uder.

## Demografia
Evolução da população (em 31 de dezembro):
| - 1994 - 793 - 1995 - 797 - 1996 - 788 - 1997 - 776 | - 1998 - 777 - 1999 - 766 - 2000 - 763 - 2001 - 756 | - 2002 - 744 - 2003 - 755 - 2004 - 751 |

Fonte: Datenquelle - Thüringer Landesamt für Statistik